# جائزة الملك فيصل العالمية
جائزة الملك فيصل العالمية هي جائزة عالمية أنشأتها مؤسسة الملك فيصل الخيرية سنة 1397هـ الموافقة لسنة 1977م، وسميت باسم الملك فيصل بن عبد العزيز آل سعود، وتمنح للعلماء بعد اختيارهم تكريمًا لمساهماتهم البارزة في خدمة الإسلام، والدراسات الإسلامية، واللغة العربية والأدب، والطب والعلوم. كانت في بدايتها تغطي ثلاث مجالاتٍ هي خدمة الإسلام، والدراسات الإسلامية، واللغة العربية والأدب؛ وتم منح أول جائزة سنة 1399هـ الموافقة لسنة 1979م، لاحقاً أضيف لها مجالان آخران وهما الطب والعلوم.
كان أول من حاز على الجائزة في نسختها الأولى كلاً من أبي الأعلى المودودي في مجال خدمة الإسلام، وفؤاد سزكين في مجال الدراسات الإسلامية. كما أن إحسان عباس وعبد القادر القط هما أول من حازا على الجائزة في مجال اللغة العربية والأدب سنة 1400هـ الموافقة لسنة 1980م مشاركة بينهما. كما يُعد ديفيد مورلي أول من نال الجائزة في مجال الطب وذلك سنة 1402هـ الموافقة لسنة 1982م، وفي مجال العلوم فيعتبر كلاً من هاينريخ روهرير وجيرد بينيج هما أول من يفوز بالجائزة في مجال العلوم وكان ذلك بالمشاركة، بينما كانت جانيت راولي أول امرأة تحصل على الجائزة، وقد حازت عليها في مجال الطب مشتركة مع ملفن فرانسيس غريفز سنة 1408هـ الموافقة لسنة 1988م.
تُعلن أسماء الفائزين بالجائزة عادةً في شهر يناير من كلّ عامٍ على أن تكون مراسم تسليمها خلال شهرين من ذلك الإعلان تحت رعاية ملك السعودية أو من يمثله، ويكون ذلك في مقر مؤسسة الملك فيصل الخيرية بمدينة الرياض. بلغ عدد من نالوا الجائزة بمختلف فروعها منذ إنشائها حتى سنة 2025م؛ 301 فائزاً يمثلون 45 دولة، ومن الفائزين من نالوا بعد ذلك جوائز عالمية أخرى بارزة مثل جائزة نوبل.

## تاريخ الجائزة

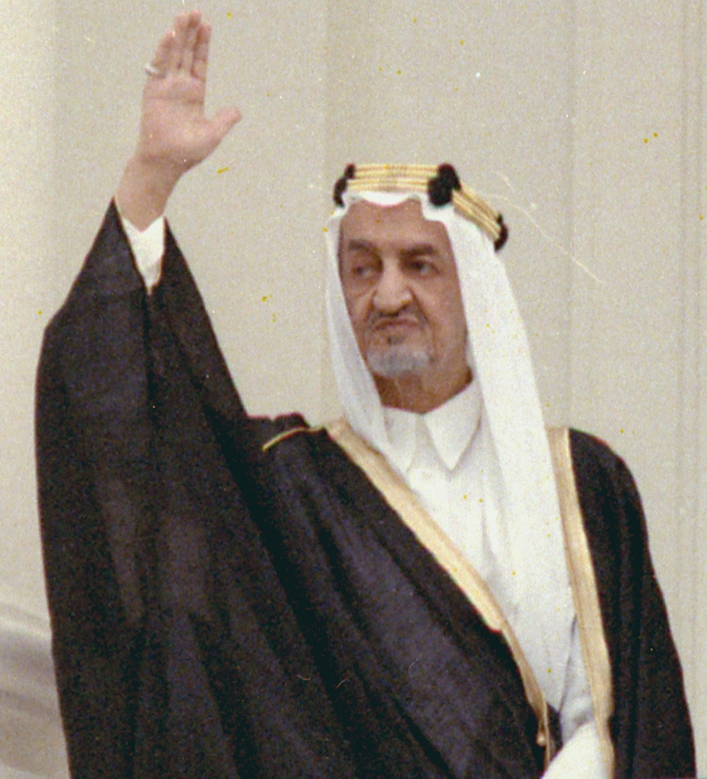
قام أبناء الملك فيصل بن عبد العزيز بالإعلان عن الجائزة بعد وفاة الملك فيصل بعامين، وتحديداً في سنة 1977م ومنحت أول جائزة سنة 1979م.

بعد وفاة الملك فيصل بن عبد العزيز سنة 1975م أنشأ أبناؤه مؤسسةً خيريّةً أطلقوا عليها اسم مؤسسة الملك فيصل الخيرية وكان ذلك سنة 1976م. لاحقاً وتحديداً في شهر شعبان سنة 1397هـ الموافق لسنة 1977م أعلن الأمير عبد الله الفيصل أكبر أبناء الملك فيصل؛ أن المؤسسة قررت إنشاء جائزة عالمية تحمل اسم الملك فيصل. تقرّر في شهر رمضان من نفس العام، أن تشمل الجائزة ثلاثة مجالات هي خدمة الإسلام والدراسات الإسلامية والأدب العربي، وحُدّد سنة 1399هـ/1979م كأول سنة تُمنح فيها الجائزة. حيث عُقد الاجتماع الأول لأعضاء اللجان في 3 ذو القعدة 1397هـ الموافق 15 أكتوبر 1977م وتم فيه إعلان موضوعات الجائزة، وأقيمت على إثر ذلك مناسبة حضرها الأمير فهد بن عبد العزيز آنذاك.
ذكر الأمير خالد الفيصل رئيس الجائزة في كلمة له: «إن عظمة الأمم لا تقاس بما تملكه من وسائل الحضارة المادية، وإنما تُقاس بمواقفها الإنسانية من أعمال الخير والبِرِّ. والأمة الإسلامية لم تحقِّق سيادتها في الأرض خلال ثرواتها المادية وقد كانت كثيرة؛ بل سادت العالم بمبادئ الدين الحنيف، وتعاليمه الداعية إلى فعل الخير وإعمار الأرض. قال الله تعالى: ﴿وَلْتَكُنْ مِنْكُمْ أُمَّةٌ يَدْعُونَ إِلَى الْخَيْرِ وَيَأْمُرُونَ بِالْمَعْرُوفِ وَيَنْهَوْنَ عَنِ الْمُنْكَرِ وَأُولَئِكَ هُمُ الْمُفْلِحُونَ ۝١٠٤﴾ [آل عمران:104]، ومَجد الأفراد لا يصنعه الجاه والنَّسَب والحَسَب، وإنما تصنعه أعمالهم العظيمة الهادفة إلى خدمة عقيدتهم وخير أُمَّتهم وبلادهم والإنسانية كلها. من هذه المنطلقات، التي كان يعمل فيصل بن عبد العزيز لها، ومن أجل هذه المبادئ التي استُشهِد في سبيلها والبقاء عليها، أقيمت مؤسسة الملك فيصل الخيرية؛ مُؤسَّسةً تدعم الخير، وتدعو إليه، وتُسهِم في البناء ولا تبخل بالعطاء. إن الشهيد لم يكن ملكاً ولا عظيماً فحسب؛ بل كان داعية خير وسلام وعدل، ورجل عقيدة، ورائد فكر، يستمد تفكيره وعمله من تعاليم دينه الحنيف. ولقد حَقَّقت دعوته إلى التضامن الإسلامي ما كان يصبو إليه. وجائزة الملك فيصل العالمية المنبثقة عن مؤسسة الملك فيصل الخيرية إنما تأتي عملاً بالمبادئ الإنسانية، والقيم النبيلة التي دعا إليها الدين الإسلامي، وعاش فيصل حياته العظيمة من أجلها، كما تأتي تَجسيداً لآماله الكبيرة لرفع شأن العرب والمسلمين وتعبيراً عن رغبته في نشر تراثهم وتقدير العاملين في خدمة الإسلام والمسلمين، والمسهمين في سعادة البشرية جميعاً ورُقيِّها».
عُقدت لجان لاختيار الفائزين من بين المرشحين للجائزة بنسختها الأولى وكان ذلك في شهر ربيع الأول سنة 1399هـ الموافق لشهر يناير من سنة 1979م، وكان نتيجة ذلك فوز أبو الأعلى المودودي بجائزة خدمة الإسلام، وكذلك فؤاد سزكين بجائزة الدراسات الإسلامية، إلا أن جائزة الأدب قد حُجبت في ذلك العام. لاحقاً وتحديداً في 2 ربيع الآخر 1399هـ الموافق 28 فبراير 1979م أقيم حفل لتسليم الجائزتين بحضور الملك خالد بن عبد العزيز وحينها لم يتمكن أبو الأعلى المودودي من الحضور لظروفه الصحية وتوفي بعدها ببضعة أشهر في نفس العام؛ وقد أناب عنه في تسلّم الجائزة كلٌ من خليل أحمد الحامدي وابنه حسين فاروق المودودي بينما تسلم فؤاد سزكين جائزته بنفسه، وكان ذلك الحفل الأول في تاريخ الجائزة.

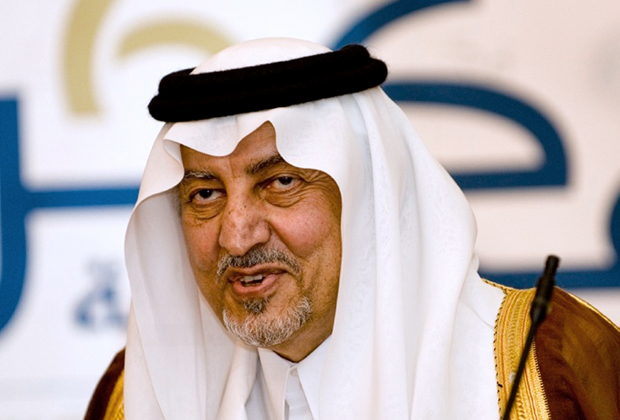
خالد الفيصل يشغل منصب رئيس هيئة الجائزة حالياً.

في سنة 1401هـ/1981م تقرّر إضافة مجالين آخرين للجائزة أحدهما في الطب على أن تُمنح أول جائزة سنة 1402هـ/1982م، والآخر في العلوم على أن تمنح أول جائزة سنة 1404هـ/1984م.

### هيئة الجائزة
تضم هيئة الجائزة رئيساً وأميناً عاماً وعدداً من الأعضاء. حيث يشغل خالد الفيصل منصب الرئيس، بينما يشغل عبد العزيز السبيِّل منصب الأمين العام للجائزة، كما تضم الهيئة عدداً من الأعضاء؛ وهم عبد الرحمن بن عبد الله الفيصل، وعمرو بن محمد الفيصل، وبندر بن خالد الفيصل، ومحمد بن سعود الفيصل، وسعود بن عبد الرحمن الفيصل، وفيصل بن تركي الفيصل، وتركي بن سعد الفيصل، وسلطان بن بندر الفيصل، وخالد بن عبد الله السبتي، وإسماعيل بن محمد البشري، ونبيل عبد القادر كوشك.
بدأ منصب أمين عام الجائزة في شهر رمضان من سنة 1397هـ الموافق 1977م حيث تم تعيين أحمد بن محمد الضبيب بمنصب الأمين العام للجائزة، وكذلك تعيين يوسف عقيل الحمدان ليكون نائباً له، وقد استمر أحمد الضبيب في منصبه إلى سنة 1406هـ/1986م، ومن ثم خلفه عبد الله بن صالح العثيمين، وفي شهر رمضان من سنة 1436هـ الموافق 18 يونيو 2015م تم تعيين عبد العزيز بن محمد السبيِّل لذات المنصب.

## مراحل الجائزة
تمر الجائزة في عدة مراحل في كل دورة لها حيث تقوم الأمانة العامة للجائزة أولاً باختيار الموضوع وبعد ذلك تبدأ مرحلة مراسلة المنظمات المعنية وقبول الترشيحات وأخيراً مرحلة التحكيم واختيار الفائزين.
مرحلة الإعلان عن المواضيع
تقوم الأمانة العامة عن طريق لجان مختصة في هذه المرحلة باختيار الموضوعات في كل قسم من أقسام الجائزة الخمسة بناء على ما سبق إنجازه من دراسات وبحوث في ذات الموضوع، ففي قسم خدمة الإسلام يتم اختيار موضوع يختص بخدمة الإسلام والمسلمين، وفي قسم الدراسات الإسلامية يتم اختيار موضوع ذا أهمية في المجتمع الإسلامي، وفي قسم اللغة العربية يتم اختيار المواضيع التي تثري الأدب، وفي الطب يتم اختيار المواضيع ذات الاهتمام العالمي، وفي قسم العلوم يتم اختيار مواضيع دورية فمرة في الفيزياء ومرة في الكيمياء ومرة في الرياضيات ومرة في علوم الحياة.
مرحلة المراسلة وقبول الترشيحات
بعد اختيار الموضوع تقوم الأمانة العامة بمراسلة المنظمات الإسلامية والجامعات والمؤسسات العلمية لترشيح من تراهم مناسبين، وتقبل الترشيحات من هذه الجهات ومن الفائزين بالجائزة سابقاً، أما الترشيحات الفردية أو ترشيحات الأحزاب السياسية فترفض مباشرة. بعد ذلك يقوم مختصون من الأمانة العامة بفحص الترشيحات الواردة للتأكد من توافر الشروط المحددة للموضوع في هذه الترشيحات، ومن ثم ترسل إلى خبراء من ذوي الكفاءة العلمية لمراجعة الترشيحات وكتابة تقاريرهم والتي ترسل إلى اللجنة العامة.
مرحلة التحكيم واختيار الفائزين
تقوم الأمانة العامة في هذه المرحلة باختيار محكمين من جنسيات ومراكز علمية مختلفة لضمان الحيادية وزيادة الشفافية، ومن ثم يتم تشكيل لجان للاختيار في كل قسم من أقسام الجائزة مشكلة من مجموعة من المختصين من داخل المملكة العربية السعودية وخارجها تقوم بمراجعة الترشيحات وتقارير المحكمين وتصدر قرارها إما باختيار فائز واحد أو عدة فائزين أو حجب الجائزة لتلك السنة، ويعتبر قرار هذه اللجنة نهائياً.
مرحلة الإعلان والحفل
في هذه المرحلة يقوم الأمير خالد الفيصل رئيس هيئة الجائزة بإعلان أسماء الفائزين في الشهر الأول من كل عام، ومن ثم تتم دعوتهم لحضور الحفل وتسليم جوائزهم برعاية ملك المملكة العربية السعودية.

## مكونات الجائزة
تتكون الجائزة في كل فرع من فروعها الخمسة من:
- براءة من الورق الفاخر مكتوبة بالخط العربي الديواني بتوقيع رئيس هيئة الجائزة الأمير خالد الفيصل، داخل ملف من الجلد الفاخر، تحمل اسم الفائز وملخصاَ للأعمال التي أهّلته لنيل الجائزة.
- ميدالية ذهبية عيار 24 قيراطًا، بوزن 200 غرام. يحمل وجهها الأول صورة الملك فيصل وفرع الجائزة باللغة العربية، ويحمل الوجه الثاني شعار الجائزة وفرعها باللغة الإنجليزية.
- شيك بمبلغ 750.000 ريال سعودي (ما يعادل 200.000 دولار أمريكي) ويوزّع هذا المبلغ بالتساوي بين الفائزين إذا كانوا أكثر من واحد.

## موضوعات الجائزة

### خدمة الإسلام
تُعدّ جائزة الملك فيصل العالمية في خدمة الإسلام من أوائل فروع جائزة الملك فيصل العالمية، إذ تم تأسيسها في سنة 1397 هـ/1977 م ومُنحت لأول مرة في عام 1399 هـ/1979 م إلى جانب فرع الدراسات الإسلامية. يُراعى في منح الجائزة ما للمرشح من جهودٍ فكريّةٍ أو عمليّةٍ تخدم الإسلام والمسلمين، ويُعدُّ مؤهلاً لنيلها كلُّ من خدم الإسلام والمسلمين «بعلمه ودعوته، أو قام بجهدٍ بارزٍ يتعدّى ما هو واجب، وينتج عنه فائدة ملحوظة للإسلام والمسلمين، ويحقق هدفاً أو أكثر من أهداف الجائزة؛ وذلك وفقاً لتقدير لجنة الاختيار وحكمها».

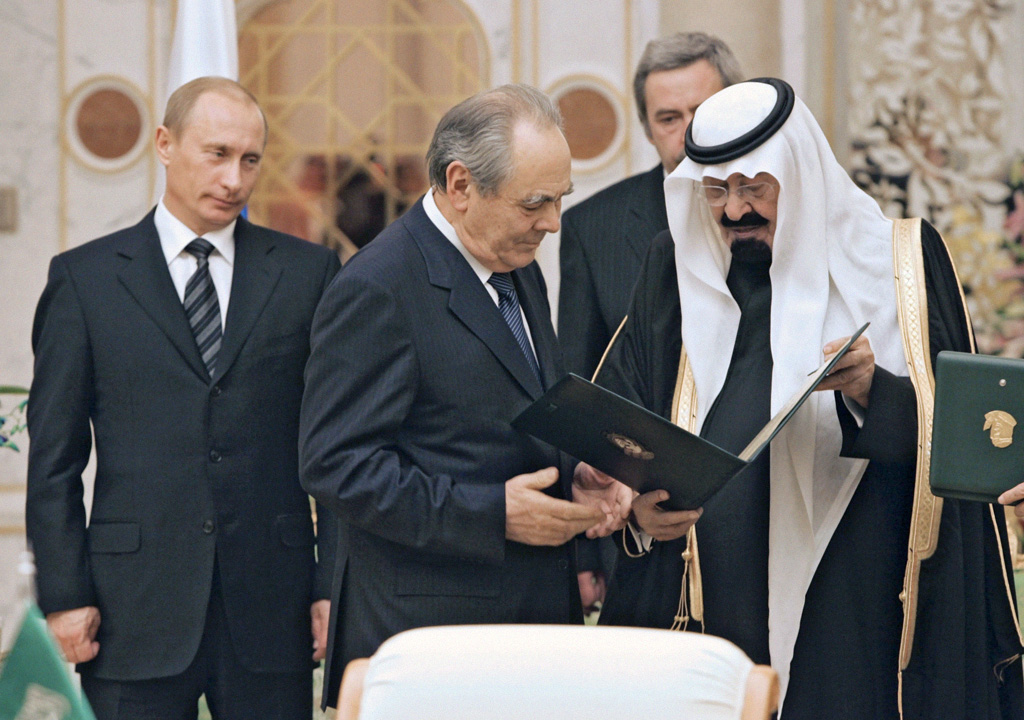
الملك عبد الله بن عبد العزيز أثناء تسليم رئيس تتارستان منتيمير شريف الله شايمييف جائزة الملك فيصل العالمية في خدمة الإسلام سنة 2007، ويظهر في الخلفية الرئيس الروسي فلاديمير بوتين.

فرع خدمة الإسلام هو الفرع الوحيد الذي لم يسبق وأن حُجب طوال سنوات الجائزة، وكان أبو الأعلى المودودي أوّل من نال جائزة الملك فيصل العالمية في خدمة الإسلام وذلك في سنة 1399هـ / 1979م، في الحفل الأوّل للجائزة، وقد سلّمه الجائزة الملك خالد بن عبد العزيز آل سعود ملك المملكة العربية السعودية حينها. نال الجائزة 42 شخصًا من جنسياتٍ مختلفة و7 مؤسسات منذ انطلاقتها وحتى 2021، وكان من بينهم أربعةٌ من ملوك المملكة العربية السعودية هم: الملك خالد بن عبد العزيز ونالها سنة 1401هـ / 1981م، ثم الملك فهد بن عبد العزيز في 1404هـ / 1984م، ثم الملك عبد الله بن عبد العزيز في 1429هـ / 2008م، وأخيرًا نالها الملك سلمان بن عبد العزيز سنة 1437هـ / 2017م. إضافةً لعدّة رؤساء دول.
في 1420هـ / 2000م مُنحت جائزة الملك فيصل العالمية في خدمة الإسلام للجامع الأزهر ليكون أوّلى المؤسسات أو الجمعيات التي تفوز بالجائزة «وذلك للخدمات الجليلة التي قدَّمهَا للعالم الإسلامي، ومنها أنه قام – ومازال يقوم – عَبر جامِعته وفروعها ومعَاهِده داخل مصر وخارجها بجهود عظيمة في سبيل نشر الإسلام وتعليم أحكامه ونشر اللغة العربية، وأنه كان – ومازال – مَأوى لآلاف الطلاب للتعلُّم الديني؛ إضافة إلى دوره الكبير في حفظ التراث العربي الإسلامي، ومقاومته محاولات التغريب، ومسَاهمته في تعميق الأصَالة الإسلاميَّة والعربيَّة.»، وفي العام الذي يليه في 1421هـ / 2001م، مُنحت الجائزة لهيئة العليا لجمع التبرعات لمسلمي البوسنة والهرسك، وأيضًا مُنحت لمؤسسة سلطان بن عبد العزيز آل سعود الخيرية في 1423هـ / 2003م، ومؤسسة الحريري الخيرية في 1425هـ / 2005م، والجمعية الشرعية الرئيسية لتعاون العاملين بالكتاب والسنة المحمدية سنة 1430هـ / 2009م، وجامعة إفريقيا العالمية في 1440هـ / 2019م، ووثيقة مكة المكرمة في 1441هـ / 2020م.

### الدراسات الإسلامية
جائزة الدراسات الإسلامية هي إحدى أوائل الفروع التي تم إقرارها لجائزة الملك فيصل العالمية حيث تأسست سنة 1397هـ / 1977م إلى جانب فرع خدمة الإسلام، وتمنح للمواضيع ذات الأهمية في المجتمع الإسلامي، ويشترط فيها القيام بدراسة علمية أصيلة في موضوع الجائزة المحدد وكذلك نشرها، وأن تكون ذات فائدة للمجتمع الإسلامي، كما يشترط فيها أن تحقق هدفاً أو أكثر من الأهداف الخاصة بالجائزة وفق تقدير اللجنة. مُنحت أول جائزة منها سنة 1399هـ / 1979م، وكانت من نصيب الباحث الألماني التركي الأصل فؤاد سزكين، وكان الموضوع حينها «أثر العلماء المسلمين في الحضارة الأوروبية»، بينما كانت البريطانية كارول هيلينبراند أول امرأة تفوز بهذه الجائزة وذلك سنة 1426هـ / 2005م وموضوعها «الدراسات التي تناولت دفاع المسلمين عن ديارهم في القرنين الخامس والسادس الهجريين». حتى عام 2025 فاز 43 شخصاً بجائزة الملك فيصل في الدراسات الإسلامية، منهم 19 شخصاً فازوا بالاشتراك.
حُجبت الجائزة عدّة مراتٍ كون الأعمال المُرشّحة لا تتوافر فيها متطلبات الفوز؛ كان أولها سنة 1401هـ / 1981 م والتي كان موضوعها «الدراسات التي تناولت أثر تطبيق الشريعة الإسلامية في إصلاح المجتمع»، وسنة 1407هـ / 1987 م وكان موضوعها «الدراسات التي تناولت العلاقات الدولية في الإسلام بين المبادئ والتطبيق»، وسنة 1415هـ / 1995 م وكان موضوعها «الدراسات التي عنيت بالتفسير الموضوعي للقرآن الكريم»، وسنة 1426هـ / 2006 م وكان موضوعها «الدراسات التي تناولت أصول الفقه أو جانباً منه تأليفاً أو تحليلاً»، وسنة 1428هـ / 2008 م وكان موضوعها «الدراسات التي تناولت أحكام العلاقات الدولية في الإسلام في حالتي السلم والحرب»، وسنة 1431هـ / 2010 م وكان موضوعها «الدراسات التي تناولت الوقف عند المسلمين»، وسنة 1434هـ / 2013 م والتي كان موضوعها «الدراسات التي تناولت الفقه الجنائي الإسلامي»، وسنة 1440هـ / 2018 م وكان موضوعها «الدراسات في مقاصد الشريعة».
كما شهدت الجائزة حجباً متتالياً لأكثر من مرة، حيث كان ذلك سنة 1411هـ / 1991 م وموضوعها «الدراسات التي تناولت انتشار الإسلام وحاضره في إحدى المناطق خارج العالم الإسلامي» وسنة 1412هـ / 1992 م وموضوعها «الدراسات التي تناولت تأصيل مناهج البحث في الدراسات الإسلامية المعاصرة»، وكذلك سنة 1421هـ / 2001 م وموضوعها «الدراسات التي عنيت بكتب الفتاوي – النوازل» وسنة 1422هـ / 2002 م وموضوعها «الدراسات التي عُنيت بمقاصد الشريعة»، وأخيرًا سنة 1442هـ / 2021 م والتي كان موضوعها «الوقف في الإسلام»، وسنة 1443هـ / 2022 م وموضوعها «تراث الأندلس الإسلامي».

### اللغة العربية والأدب
جائزة اللغة العربية والأدب هي إحدى أوائل الفروع التي تم إقرارها لجائزة الملك فيصل العالمية حيث تأسست سنة 1397هـ / 1977م، وتمنح للمواضيع ذات الريادة والأهمية في اللغة العربية والأدب، ويشترط فيها القيام بدراسة علمية أصيلة في موضوع الجائزة المحدد وكذلك نشرها، وأن تكون ذات فائدة للغة العربية وآدابها، كما يشترط فيها أن تحقق هدفاً أو أكثر من الأهداف الخاصة بالجائزة وفق تقدير اللجنة. كان من المقرر منح أول جائزة منها سنة 1399هـ / 1979م إلا أنها حُجبت لعدم توفر متطلبات الفوز بها في الأعمال المرشحة تلك السنة، بينما مُنحت أول جائزة منها سنة 1400هـ / 1980م، وكانت مشتركة بين كلٍ من الفلسطيني إحسان عباس والمصري عبد القادر القط، وكان الموضوع حينها «الدراسات التي تناولت الشعر العربي المعاصر» وهو نفس الموضوع الذي أعلن عنه في أول نسخة من الجائزة والتي تم حجبها، بينما كانتا كل من الأمريكية اللبنانية الأصل وداد عفيف قاضي والمصرية عائشة عبد الرحمن أول امرأتين تفوزان بهذه الجائزة حيث فازتا بالاشتراك سنة 1414هـ / 1994م وكان الموضوع حينها «الدراسات التي تناولت فنون النثر العربي القديم». حتى عام 2025م فقد فاز 57 شخصاً بجائزة الملك فيصل في اللغة العربية والأدب، منهم 43 شخصاً فازوا بالاشتراك.
حُجبت الجائزة عدة مرات كون الأعمال المُرشّحة لا تتوافر فيها متطلبات الفوز؛ فبعد حجبها في النسخة الأولى من الجائزة سنة 1399هـ / 1979 م، تم حجبها ثانيةً سنة 1405هـ / 1985 م وكان موضوعها «الدراسات التي تناولت الأدب العربي القديم عند العرب في تاريخه أو كتبه أو رجاله أو قضاياه»، وسنة 1407هـ / 1987 م وكان موضوعها «الدراسات التي تناولت فنون النثر الأدبي الحديث»، وسنة 1413هـ / 1993 م وكان موضوعها «المسرحية المؤلفة باللغة العربية الفصحى شعراً أو نثراً»، بعدها حُجبت لسنتين على التوالي؛ سنة 1417هـ / 1997 م وكان موضوعها «الدراسات التي تناولت الرواية العربية الحديثة» وسنة 1418هـ / 1998 م وكان موضوعها «السيرة الذاتية عند الأدباء العرب المعاصرين»، لاحقاً حُجبت سنة 1423هـ / 2003 م وكان موضوعها «الدراسات التي عنيت بتعريف المصطلحات الأدبية والنقدية»، وسنة 1425هـ / 2005 م وكان موضوعها «الدراسات التي تناولت النثر العربي في القرنين الرابع والخامس الهجريين في فنونه وأعلامه وكتبه»، وسنة 1432هـ / 2011 م وكان موضوعها «الدراسات التي عُنيت باتجاهات التجديد في الشعر العربي إلى نهاية القرن السابع الهجري»، وكذلك سنة 1436هـ / 2015 م والتي كان موضوعها «الجهود المبذولة في تعريب الأعمال العلمية والطبية». كذلك حجبت الجائزة في سنة 1445هـ / 2024م وكان موضوعها «جهود المؤسسات خارج الوطن العربي في نشر اللغة العربية»، ثم حجبت للسنة الثانية على التوالي سنة 1446هـ / 2025م وموضوعها «الدراسات التي تناولت الهوية في الأدب العربي».

### الطب
جائزة الطب هي رابع فرعٍ من فروع الجائزة وأُضيفت سنة 1401هـ/ 1981م ومُنحت لأول مرة في عام 1402هـ/ 1982م. تأتي موضوعات جائزة الطب لتعكس المناطق الحالية التي تثير قلقاً دولياً لصحة الإنسان. و«يُعد مؤهلاً لنيل جائزة الملك فيصل العالمية في الطب كل من قام بدراسةٍ علميّةٍ أصيلةٍ في موضوع الجائزة المُعلن ونشرها، فنتج عنها فائدة ملحوظة للبشرية، وحقق هدفاً أو أكثر من أهداف الجائزة؛ وذلك وفقاً لتقدير لجنة الاختيار وحكمها». حُجبت جائزة الطب مرةً واحدةً فقط سنة 1411 هـ/ 1991 م وكان موضوعها «جوانب التفاعلات الكيميائية الحيوية ذات العلاقة بالصحة العقلية» لأن الأعمال المرشّحة لا تتوافر فيها متطلبات الفوز بالجائزة المُعلن عنها.
مُنحت الجائزة في عامها الأول للبروفيسور البريطاني ديفيد كورنيليوس مورلي لإسهاماته في حقل صحة الطفل بالمناطق الحارة ورعاية صحة الطفولة في الدول النامية وغيرها من الإسهامات، وقد سلّمها له الملك فهد بن عبد العزيز الذي كان وليًا للعهد حينها. وحتى 2025، فاز بالجائزة 77 عالمًا من 13 جنسيّةً مختلفةً. من بين الفائزين بالجائزة هنالك خمس عالماتٍ هنّ: البروفيسورة جانيت ديفسن راولي لبحوثها في موضوع سرطان الدم بالاشتراك مع البروفيسور ملفن فرانسس جريفز وذلك سنة 1408 هـ / 1988 م.، والبروفيسورة الفرنسية فرنسواز باري-سنوسي سنة 1413 هـ / 1993 م عن موضوع مرض نقص المناعة المكتسب بالاشتراك مع كلٍّ من جين-كلود شيرمان ولوك مونتانييه، وكانت البروفسيورة سينثيا جين كينيون ثالث العالمات فوزًا سنة 1420 هـ / 2000 م عن بحوثها عن الشيخوخة. وفي 1431 هـ / 2010 م فازت البروفسيورة جوهان مارتل بيليتي بالاشتراك مع رينهولد جانز وجان بيير بيليتي عن أعمالهم في علاج أمراض تآكل المفاصل بدون استخدام الجراحة الاستعاضية. كما فازت البروفيسورة ساره كاثرين غيلبيرت سنة 1444هـ / 2023م بالجائزة بالاشتراك مع البروفيسور دان هون بوروك.
جائزة نوبل
من ضمن الفائزين بجائزة الملك فيصل العالمية في الطب، هنالك 4 علماء فازوا بجائزة نوبل في الطب بعد حصولهم على جائزة الملك فيصل. هؤلاء العلماء هم:
- البروفيسور روبرت إدواردز، وقد فاز بجائزة الملك فيصل سنة 1989 وبجائزة نوبل في الطب سنة 2010.[49][50][51]
- لوك مونتانييه والبروفيسورة فرانسواز باري سينوسي، وكلاهما تشاركا الفوز بجائزة الملك فيصل في الطب سنة 1993، وتشاركا أيضًا في الفوز بجائزة نوبل بعد 15 عامًا في سنة 2008، وكلا الفوزان كانا لبحوثهما في مرض نقص المناعة المكتسب.[51][52]
- البروفيسور شينيا ياماناكا، وفاز بجائزة الملك فيصل سنة 2011، ثم في العام الذي يليه (2012) فاز بجائزة نوبل في الطب.[51]

الموضوعات الطبيّة
حتى الحفل الأخير للجائزة في 2025، مُنحت الجائزة للعلماء لأعمالهم في 40 موضوعًا طبيًّا غطّت تخصصاتٍ طبيّةً مختلفةً، وتكرر منها موضوع مرض السكري مرّتان متتاليتان في 1406 هـ / 1986 م و1407 هـ / 1987 م. هذه الموضوعات كانت:
- الرعاية الصحية الأولية
- الملاريا
- أمراض الإسهال
- التهاب الكبد الفيروسي
- مرض السكري
- سرطان الدم
- العقم
- داء البلهارسيات
- أمراض شرايين القلب التاجية
- مرض نقص المناعة المكتسب
- التطبيقات الطبية لهندسة الجينات
- المناعة الجزئية
- العناية بالرضيع الخديج
- أمراض ضمور الجهاز العصبي
- التحكم في الأمراض المعدية
- أمراض الحساسية
- الشيخوخة
- زراعة الأعضاء
- الخلل الوظيفي لقصور القلب المزمن
- سرطان الثدي
- طب القلب التدخلي
- أخطار التبغ على صحة الإنسان
- التهاب بطانة الأوعية الدموية
- سرطان البروستاتا
- طب الحوادث
- العلاج الموجّه للجزيئات
- علاج أمراض تآكل المفاصل بدون استخدام الجراحة الاستعاضية
- العلاج بالخلايا الجذعية
- الحد الأدنى للتدخّل العلاجي للأجنة
- الميكروبات المعوية وصحة الإنسان
- التطبيقات السريرية للجيل القادم في علم الجينات
- العلاجات البيولوجية في أمراض المناعة الذاتية
- العلاج المناعي للسرطان
- بيولوجية هشاشة العظام
- أمراض الهيموغلوبين
- الطب التجديدي في الحالات العصبية
- تقنيات تعديل الجينات
- الأوبئة وتطوير اللقاحات
- علاجات الإعاقات الطرفية
- العلاج الخلوي

### العلوم
أضيفت جائزة العلوم في عام 1402 هـ/ 1982 م ومُنحت لأول مرة في عام 1404 هـ/ 1984 م، وتأتي موضوعات جائزة العلوم دوريةً بين الفيزياء، والرياضيات، والكيمياء، وعلم الحياة. يُعد مؤهلاً لنيل جائزة الملك فيصل العالمية في لعلوم كل من قام بدراسةٍ علميّةٍ أصيلةٍ في موضوع الجائزة المُعلن ونشرها، فنتج عنها فائدة ملحوظة للبشرية، وحقق هدفاً أو أكثر من أهداف الجائزة؛ وذلك وفقاً لتقدير لجنة الاختيار وحكمها. وكان البروفيسور السويسري هاينريخ روهرير أوّل فائزٍ بهذا الفرع من الجائزة عن الفيزياء بالاشتراك مع البروفيسور الألماني جيرد بينيج لجهودهما في اختراع وتطوير المجهر الماسح النفقي، وبعدها بعامين نالا جائزة نوبل في الفيزياء عن عملهما.
حُجبت الجائزة ثلاث مراتٍ: الأولى كانت سنة 1404 هـ / 1983 م والتي كان موضوعها الفيزياء، والثانية سنة 1405 هـ / 1985 م وموضوعها «الكيمياء الحيويّة»، أما الثالثة فكانت سنة 1411 هـ / 1991 م وموضوعها «الرياضيات»، وذلك لأن الأعمال المرشّحة لا تتوافر فيها متطلبات الفوز بالجائزة المُعلن عنها.

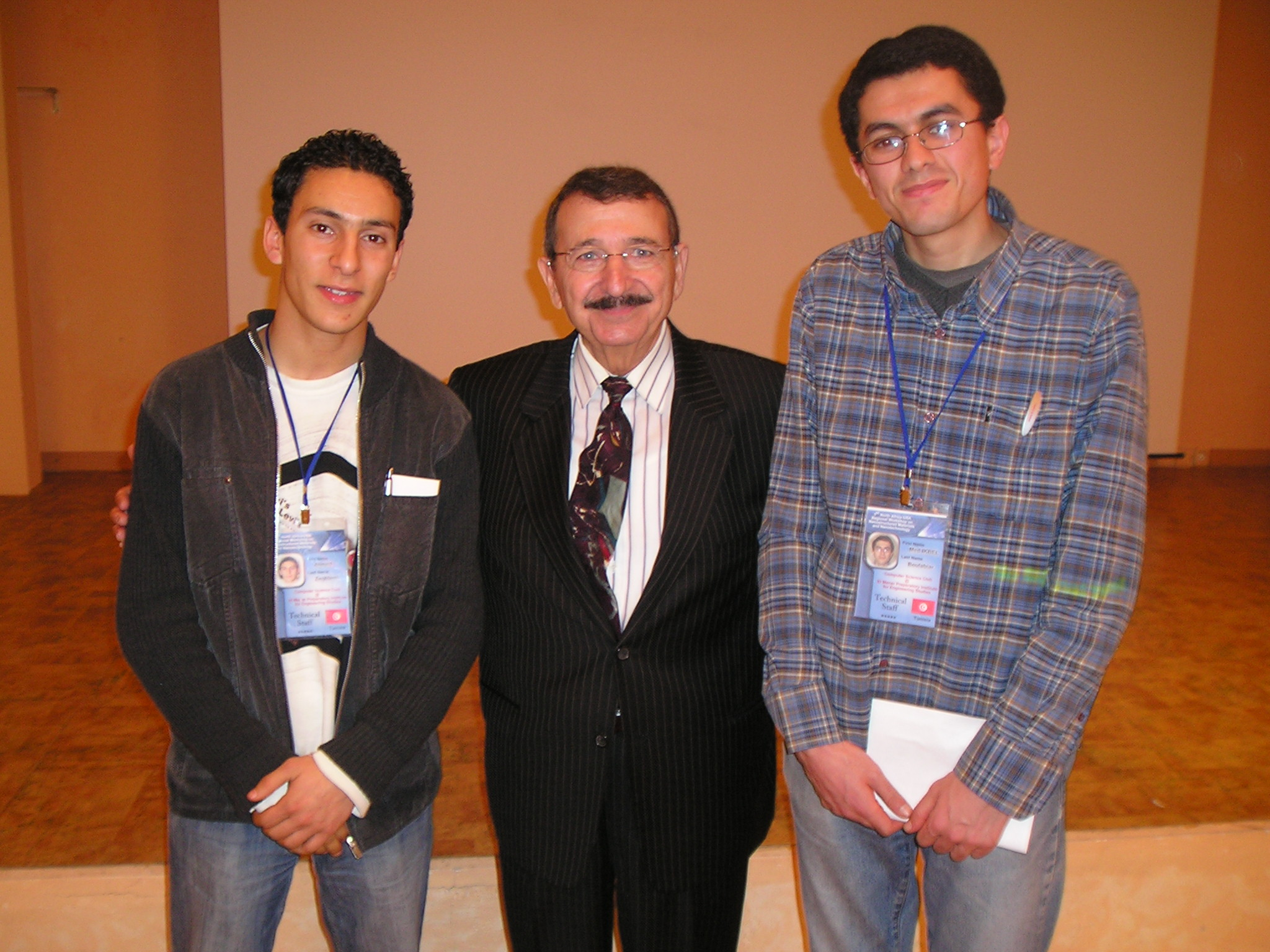
العالم مصطفى عمرو السيد يتوسّط طالبين في تونس في مارس 2008.

حتى 2025، فاز بجائزة الملك فيصل العالمية في العلوم 67 عالمًا من 13 جنسيّةً، كان آخرها للبروفيسور الياباني سوميو إيجيما في الفيزياء. الولايات المتحدة هي أكثر الدول فوزًا بجائزة العلوم إذ فاز بها 30 عالمًا منها. عربيًّا، فاز بالجائزة ثلاثة علماء عرب هم أحمد زويل ومصطفى عمرو السيد المصريان وكلاهما أيضًا يحملان الجنسية الأمريكيّة، وفي 2022 فاز البروفيسور التونسي نادر المصمودي أيضًا، وكان البروفيسور أحمد زويل هو أوّل عربيٍّ مسلمٍ يفوز بالجائزة، ونالها بالاشتراك مع البروفيسور ثيودور هينش لاكتشافاتهما في ميدان الليزر.
جائزة نوبل
من ضمن الفائزين بجائزة الملك فيصل العالمية في العلوم، هنالك 15 عالمًا فازوا بجائزة نوبل في العلوم إما قبل أو بعد حصولهم على جائزة الملك فيصل. هؤلاء العلماء هم:
- جيرد بينيج
- هاينريخ روهرير
- تيودور هانش
- أحمد زويل
- سيدني برينر
- ستيفن تشو
- تشين يانج
- كارل باري شاربلس
- جيمس روثمان
- غونتر بلوبل
- كارل ويمان
- ريوجي نويوري
- فرانك ويلكزك
- فريزر ستودارت
- إيريك ألين كورنيل

## الفائزون حسب الجنسية
حتى آخر حفلٍ للجائزة في يناير 2025، نال الجائزة 301 فائزًا من 45 جنسيّةً. أكثر الدول التي فاز مواطنيها بالجائزة هي الولايات المتحدة بمجموع 68 جائزة، تليها في المركز الثاني جمهورية مصر العربية بمجموع 36 جائزة، 23 منها في فرع اللغة العربية والأدب، أما في المركز الثالث فتأتي المملكة المتحدة إذ نال مواطنوها 31 جائزة، وفي المركز الرابع المملكة العربية السعودية إذ نال مواطنوها على 30 جائزة. فاز مواطنو 14 دولةً عربيّةً بجائزة الملك فيصل العالمية في فروع مختلفة.
| الدولة                   | خدمة الإسلام | الدراسات الإسلامية | اللغة العربية والأدب | الطب | العلوم | المجموع |
| ------------------------ | ------------ | ------------------ | -------------------- | ---- | ------ | ------- |
| أستراليا                 |              |                    | 1                    | 2    |        | 3       |
| أفغانستان                | 1            |                    |                      |      |        | 1       |
| ألمانيا                  |              | 1                  |                      | 3    | 6      | 10      |
| إندونيسيا                | 2            |                    |                      |      |        | 2       |
| إيطاليا                  |              |                    |                      | 5    |        | 5       |
| الأردن                   |              | 3                  | 4                    |      |        | 7       |
| الإمارات العربية المتحدة | 3            |                    |                      |      |        | 3       |
| البوسنة والهرسك          | 1            |                    |                      |      |        | 1       |
| الدنمارك                 |              |                    |                      | 1    |        | 1       |
| الجزائر                  |              |                    | 1                    |      |        | 1       |
| السعودية                 | 17           | 10                 | 3                    |      |        | 30      |
| السنغال                  | 1            |                    |                      |      |        | 1       |
| السودان                  | 2            | 2                  | 1                    |      |        | 5       |
| السويد                   |              |                    |                      | 1    |        | 1       |
| الصين                    |              |                    |                      | 1    |        | 1       |
| العراق                   |              | 4                  | 3                    |      |        | 7       |
| الفلبين                  | 1            |                    |                      |      |        | 1       |
| الكويت                   | 3            | 1                  |                      |      |        | 4       |
| المجر                    |              |                    |                      |      | 1      | 1       |
| المغرب                   |              | 2                  | 9                    |      |        | 11      |
| المملكة المتحدة          |              | 2                  | 1                    | 14   | 14     | 31      |
| النمسا                   |              |                    |                      |      | 1      | 1       |
| النيجر                   | 1            |                    |                      |      |        | 1       |
| الهند                    | 2            | 2                  |                      |      | 1      | 5       |
| الولايات المتحدة         |              | 1                  | 3                    | 34   | 30     | 68      |
| اليابان                  | 1            |                    |                      | 3    | 3      | 7       |
| باكستان                  | 2            |                    |                      |      |        | 2       |
| بنغلاديش                 |              | 1                  |                      |      |        | 1       |
| تركيا                    | 1            | 2                  |                      |      |        | 3       |
| تونس                     |              |                    | 2                    |      | 1      | 3       |
| جنوب أفريقيا             | 1            |                    |                      |      |        | 1       |
| روسيا                    | 1            |                    |                      |      | 2      | 3       |
| سوريا                    |              | 2                  | 3                    |      |        | 5       |
| سويسرا                   |              |                    |                      | 1    | 3      | 4       |
| فرنسا                    | 1            | 1                  |                      | 4    | 1      | 7       |
| فلسطين                   | 1            |                    | 1                    |      |        | 2       |
| قطر                      |              | 1                  |                      |      |        | 1       |
| كندا                     |              |                    |                      | 6    | 3      | 9       |
| لبنان                    | 2            | 1                  | 2                    |      |        | 5       |
| ماليزيا                  | 3            |                    |                      |      |        | 3       |
| مصر                      | 6            | 7                  | 23                   |      |        | 36      |
| نيجيريا                  | 2            |                    |                      |      |        | 2       |
| هولندا                   |              |                    |                      | 2    | 1      | 3       |
| كوريا الجنوبية           | 1            |                    |                      |      |        | 1       |
| تنزانيا                  | 1            |                    |                      |      |        | 1       |